# Саут-Сентер Тауншип (округ Колумбія, Пенсільванія)
Саут-Сентер Тауншип (англ. South Centre Township) — селище (англ. township) в США, в окрузі Колумбія штату Пенсільванія. Населення — 1904 особи (2020).

## Демографія
Згідно з переписом 2010 року, у селищі мешкало 1937 осіб у 809 домогосподарствах у складі 547 родин. Було 838 помешкань
Расовий склад населення:
| - 96,1 % — білих - 0,9 % — азіатів - 0,5 % — чорних або афроамериканців - 0,2 % — корінних американців - 0,1 % — вихідців з тихоокеанських островів |

До двох чи більше рас належало 1,7 %. Частка іспаномовних становила 2,2 % від усіх жителів.
За віковим діапазоном населення розподілялося таким чином: 20,4 % — особи молодші 18 років, 62,9 % — особи у віці 18—64 років, 16,7 % — особи у віці 65 років та старші. Медіана віку мешканця становила 44,4 року. На 100 осіб жіночої статі у селищі припадало 95,9 чоловіків;  на 100 жінок у віці від 18 років та старших — 94,6 чоловіків також старших 18 років.
Середній дохід на одне домашнє господарство  становив 51 482 долари США (медіана — 37 857), а середній дохід на одну сім'ю — 64 142 долари (медіана — 46 250). Медіана доходів становила 41 542 долари для чоловіків та 31 313 долари для жінок. За межею бідності перебувало 18,8 % осіб, у тому числі 29,9 % дітей у віці до 18 років та 13,2 % осіб у віці 65 років та старших.
Цивільне працевлаштоване населення становило 819 осіб. Основні галузі зайнятості: виробництво — 23,0 %, освіта, охорона здоров'я та соціальна допомога — 19,7 %, роздрібна торгівля — 12,5 %, транспорт — 9,3 %.